# Grande Prêmio dos Estados Unidos de 1976
Resultados do Grande Prêmio dos Estados Unidos de Fórmula 1 realizado em Watkins Glen em 10 de outubro de 1976. Décima quinta e penúltima etapa do campeonato, foi vencido pelo britânico James Hunt, da McLaren-Ford, e ao seu lado no pódio estavam o sul-africano Jody Scheckter, da Tyrrell-Ford, e o austríaco Niki Lauda, cujo resultado assegurou à Ferrari o título de construtores.

## Classificação da prova
| Pos. | Nº | Piloto             | Construtor         | Voltas | Tempo/Diferença          | Grid | Pontos |
| ---- | -- | ------------------ | ------------------ | ------ | ------------------------ | ---- | ------ |
| 1    | 11 | James Hunt         | McLaren-Ford       | 59     | 1:42:40.742              | 1    | 9      |
| 2    | 3  | Jody Scheckter     | Tyrrell-Ford       | 59     | + 8.030                  | 2    | 6      |
| 3    | 1  | Niki Lauda         | Ferrari            | 59     | + 1:02.324               | 5    | 4      |
| 4    | 12 | Jochen Mass        | McLaren-Ford       | 59     | + 1:02.458               | 17   | 3      |
| 5    | 34 | Hans-Joachim Stuck | March-Ford         | 59     | + 1:07.978               | 6    | 2      |
| 6    | 28 | John Watson        | Penske-Ford        | 59     | + 1:08.190               | 8    | 1      |
| 7    | 2  | Clay Regazzoni     | Ferrari            | 58     | + 1 volta                | 14   |        |
| 8    | 19 | Alan Jones         | Surtees-Ford       | 58     | + 1 volta                | 18   |        |
| 9    | 30 | Emerson Fittipaldi | Fittipaldi-Ford    | 57     | + 2 voltas               | 15   |        |
| 10   | 17 | Jean-Pierre Jarier | Shadow-Ford        | 57     | + 2 voltas               | 16   |        |
| 11   | 18 | Brett Lunger       | Surtees-Ford       | 57     | + 2 voltas               | 24   |        |
| 12   | 25 | Alex Dias Ribeiro  | Hesketh-Ford       | 57     | + 2 voltas               | 22   |        |
| 13   | 24 | Harald Ertl        | Hesketh-Ford       | 54     | + 5 voltas               | 21   |        |
| 14   | 21 | Warwick Brown      | Wolf-Williams-Ford | 54     | + 5 voltas               | 23   |        |
| NC   | 38 | Henri Pescarolo    | Surtees-Ford       | 48     | + 11 voltas              | 26   |        |
| Ret  | 16 | Tom Pryce          | Shadow-Ford        | 45     | Motor                    | 9    |        |
| Ret  | 9  | Vittorio Brambilla | March-Ford         | 34     | Pneus                    | 12   |        |
| Ret  | 26 | Jacques Laffite    | Ligier-Matra       | 34     | Pneus                    | 4    |        |
| Ret  | 8  | José Carlos Pace   | Brabham-Alfa Romeo | 31     | Colisão                  | 10   |        |
| Ret  | 7  | Larry Perkins      | Brabham-Alfa Romeo | 30     | Suspensão                | 13   |        |
| Ret  | 5  | Mario Andretti     | Lotus-Ford         | 23     | Suspensão                | 11   |        |
| Ret  | 22 | Jacky Ickx         | Ensign-Ford        | 14     | Acidente                 | 19   |        |
| Ret  | 6  | Gunnar Nilsson     | Lotus-Ford         | 13     | Motor                    | 20   |        |
| Ret  | 10 | Ronnie Peterson    | March-Ford         | 12     | Suspensão                | 3    |        |
| Ret  | 20 | Arturo Merzario    | Wolf-Williams-Ford | 9      | Acidente                 | 25   |        |
| Ret  | 4  | Patrick Depailler  | Tyrrell-Ford       | 7      | Mangueira de combustível | 7    |        |
| DNQ  | 39 | Otto Stuppacher    | Tyrrell-Ford       |        |                          |      |        |

## Tabela do campeonato após a corrida
| Pos.   | Piloto            | Pontos |
| ------ | ----------------- | ------ |
| 1      | Niki Lauda        | 68     |
| 2      | James Hunt        | 65     |
| 3      | Jody Scheckter    | 49     |
| 4      | Patrick Depailler | 33     |
| 5      | Clay Regazzoni    | 29     |
| Fonte: |                   |        |

| Pos.   | Construtor   | Pontos  |
| ------ | ------------ | ------- |
| 1      | Ferrari      | 81      |
| 2      | McLaren-Ford | 70 (71) |
| 3      | Tyrrell-Ford | 65      |
| 4      | Penske-Ford  | 20      |
| 5      | Ligier-Matra | 20      |
| Fonte: |              |         |

- Nota: Somente as primeiras cinco posições estão listadas e a campeã mundial de construtores surge grafada em negrito. A temporada de 1976 foi dividida em dois blocos de oito corridas onde cada piloto descartaria um resultado. Neste ponto esclarecemos: na tabela dos construtores figurava somente o melhor colocado dentre os carros do mesmo time.